# Aquí hay una mano
Aquí hay una mano es un argumento epistemológico propuesto por el filósofo británico George Edward Moore como respuesta al escepticismo filosófico y a favor del sentido común.
El argumento toma la siguiente forma:
- Aquí hay una mano.
- Y aquí hay otra.
- Hay al menos dos objetos externos en el mundo.
- Por tanto, existe un mundo externo.

## Introducción
G. E. Moore escribió dos ensayos, titulados Una defensa del sentido común (1925) y Prueba de un mundo externo (1939). En dichos ensayos, como punto de partida aceptó una serie de hipótesis escépticas como el podrías estar soñándolo todo y la hipótesis de los cinco minutos, y después ofreció su propia respuesta a dichos argumentos. Según Moore, estas hipótesis parecen crear una situación en la que no es posible saber nada sobre el mundo externo, ni tan siquiera si éste existe. Las hipótesis escépticas, según Moore, toman la siguiente forma:

### Hipótesis escépticas
Sean S un sujeto, sp una posibilidad escéptica como por ejemplo la hipótesis cerebro en una cubeta, y sea q una aserción de conocimiento sobre el mundo. Las hipótesis escépticas siempre tienen la siguiente forma:
- Si S no sabe que no-sp, entonces S no sabe que q
- S no sabe que no-sp
- Por lo tanto, S no sabe que q

### Respuesta de Moore
Moore no ataca la premisa escéptica; por el contrario, da la vuelta al argumento, pasando de un modus ponens a un modus tollendo tollens. Esta maniobra lógica es a veces llamada el giro de Moore. Lo hace de la siguiente forma:
- Si S no sabe que no-sp, entonces S no sabe que q
- S sabe que q
- Por lo tanto, S sabe que no-sp

## Explicación
Moore invocó este argumento de una forma efectista en su ensayo de 1939 Prueba de un mundo externo, en el que ofreció su argumento de sentido común contra el escepticismo elevando su mano derecha y diciendo aquí hay una mano, para inmediatamente elevar su mano izquierda y decir y aquí hay otra. De esta forma, Moore toma como punto de partida su aserción de conocimiento (q) de que tiene dos manos, y sin rechazar la premisa escéptica, demostrar que la posibilidad escéptica (sp) tiene que ser falsa.
El argumento de Moore no es una simple respuesta frívola al escepticismo. Moore ofrece, en Prueba de un mundo externo, tres requisitos para lo que él llama una buena demostración: (1) las premisas deben ser diferentes a las conclusiones; (2) las premisas tienen que estar demostradas; (3) la conclusión debe seguir de las premisas. Afirmó que su prueba de que existe un mundo externo cumplía estos tres criterios.
En su ensayo de 1925 Una defensa del sentido común, Moore argumentó en contra del idealismo y del escepticismo relativo al mundo exterior afirmando que los escépticos no podían ofrecer razones para aceptar que sus propias premisas metafísicas fueran más factibles que aceptar lo que el sentido común parece sugerirnos: que el mundo externo existe. En otras palabras, Moore estaba más dispuesto a creer que tenía manos a creer las premisas de lo que llamó un extraño argumento de aula universitaria. No creo que sea racional estar seguro de ninguna de estas proposiciones.

## Objeciones y respuestas
Filósofos posteriores han encontrado el método de Moore poco convincente.
Una forma de refutar el argumento ha sido sugerir que la prueba de Moore no cumple los requisitos que él mismo impuso para una buena prueba. En concreto, se ha sugerido que su argumento no cumple su segundo criterio, esto es, que las premisas no son por sí mismas demostrables, señalando que hay una clara diferencia entre demostrar la percepción de que su mano existe y demostrar el conocimiento de que su mano existe. Moore parece estar haciendo lo primero más que lo segundo.
Otra refutación simplemente afirma que no todo el mundo comparte la intuición de Moore. Si una persona encuentra la hipótesis escéptica sp más intuitivamente probable que la aserción de conocimiento q, entonces para dicha persona la defensa que el propio Moore hace de su postura, esto es, que la intuición hace una postura más probable, justificaría en este caso aceptar el escepticismo.
Pryor señala que Moore ignora que si uno se encuentra en un escenario escéptico como el del cerebro en una cubeta, entonces la justificación perceptiva que hace Moore de su argumento se ve minada.

## Legado
Argumentos de este tipo han pasado a llamarse hechos de Moore. «Un hecho de Moore es una de esas cosas que conocemos mejor que las premisas de cualquier argumento filosófico en sentido contrario».
El argumento de aquí hay una mano influyó profundamente a Ludwig Wittgenstein, cuyo último escrito estaba centrado en un nuevo enfoque del argumento de Moore. Estos comentarios se publicaron póstumamente como On Certainty.